# Subwencja
Subwencja (łac. subventio „zapomoga”) – nieodpłatna i bezzwrotna pomoc finansowa udzielana najczęściej przez państwo określonym podmiotom (np. partiom politycznym, jednostkom samorządu terytorialnego, prywatnym przedsiębiorstwom, organizacjom społecznym i osobom fizycznym) dla wsparcia ich działalności.
Subwencja różni się od dotacji tym, że ma charakter roszczenia prawnego. Jeśli została zapisana w budżecie z przeznaczeniem dla określonej jednostki, musi zostać przekazana. Decyzję co do jej rozdysponowania, podejmuje organ, który ją otrzymał.
Udzielanie subwencji przedsiębiorstwom może być formą protekcjonizmu, gdyż może prowadzić do niższych cen krajowych produktów i usług w stosunku do importowanych.
Subwencjonować (łac. subvenire „dopomagać”) – udzielać dotacji na określoną działalność.

## Rodzaje subwencji
Wyróżnia się:
- subwencje ogólne – to pomoc finansowa udzielana przez państwo innym podmiotom na podstawie kryteriów obiektywnych np. liczby mieszkańców
- subwencje przedmiotowe – to bezzwrotna pomoc finansowa przeznaczana na realizację konkretnych zadań np. dopłata do kredytów dla rolników, dopłata do czynszów komunalnych itp. (tzn. na konkretny cel – celowość wydatkowania przyznawanych przez państwo środków)

wyróżnia się:
- subwencje oświatową - otrzymywaną przez gminy, powiaty i województwa przyznawaną wg zasad ustalonych przez MEN
- subwencje wyrównawczą - przyznawaną na rzecz gmin powiatów i województw których potencjał fiskalny stanowi w przypadku gmin mniej niż 92% średniej krajowej, powiatów 85% średniej krajowej, województw mniej niż 75%.

## Subwencja dla partii politycznych
W Polsce od 2001 roku partie polityczne są finansowane za pomocą subwencji i dotacji. Zasady udzielania subwencji reguluje ustawa. Do otrzymania subwencji uprawnione są partie, której członkowie wygrają wybory do Sejmu lub Senatu.
Dodatkowo partie otrzymują zwrot wydatków z kampanii w formie dotacji.
Zestawienie szacunkowych subwencji rocznych największych partii (w mln złotych) obliczanych po wyborach
| rok/partia | PiS  | PO   | PSL  | SDPL | SLD  | suma subwencji |
| ---------- | ---- | ---- | ---- | ---- | ---- | -------------- |
| 2005       | 22,1 | 20,8 | 7,7  | 4,6  | 11,7 |                |
| 2008       | 35,3 | 38   | 14   | 3,3  | 13,5 | 107            |
| 2009       | 37,8 | 40,4 | 15,1 | 3,5  | 14,3 | 114,2          |

Zwolennicy istnienia tego systemu twierdzą iż daje on jawność finansowania partii. Na niekorzyść przemawia niemożność przebicia się w wyborach partii nowych, nie posiadających dużych funduszy.

### Sprawozdanie finansowe
Dla uzyskania subwencji partie mają obowiązek składać:
- sprawozdania wyborcze (z finansowania wyborów)
- sprawozdania finansowe (coroczne finansowanie działalności).

Sprawozdania kontrolowane są przez PKW. Jeśli sprawozdanie zostanie odrzucone, partia traci uprawnienia do subwencji na następne trzy lata.
Odrzucenie sprawozdania o subwencję następuje w przypadku:
1. prowadzenia przez partię polityczną działalności gospodarczej
2. pozyskiwania środków finansowych ze zbiórek publicznych
3. gromadzenia środków finansowych poza rachunkiem bankowym.
4. przyjmowania środków finansowych ze źródeł niedozwolonych (w tym od cudzoziemców lub osób prawnych).
5. finansowania kampanii wyborczej z pominięciem Funduszu Wyborczego oraz gromadzenie środków Funduszu poza specjalnie do tego przeznaczonym rachunkiem bankowym.